# Oligia vojnitsi
Oligia vojnitsi är en fjärilsart som beskrevs av Kovács 1967. Oligia vojnitsi ingår i släktet Oligia och familjen nattflyn. Inga underarter finns listade i Catalogue of Life.